# Салвадор (Бразил)
Салвадор (порт. São Salvador da Baía de Todos os Santos, у преводу: „Свети спасилац залива свих Светих“) град је у Бразилу и главни је град државе Баија. Град је дуго имао незванични назив Баија и појављује се са овим називом све до средине 20. вијека. Према процени из 2007. у граду је живело 2.892.625 становника.

## Географија

### Положај
Салвадор се налази на малом полуострву које одваја залив Свих Светих од Атлантског океана. Захваљујући заливу, који формира изврсну природну луку, Салвадор је постао велика извозна лука и срце богатог приобалног појаса Баије (Recôncavo Baiano). Рељеф у граду и око њега је разнолик, па постоје равнице и брда, чак и планине. Рељефно гледано најуочљивија је велика стрмина која дијели град на два дијела Горњи град (Cidade Alta) и Доњи град (Cidade Baixa). Горњи град се налази на око 85 m изнад Доњег града. Такође, у Горњем граду се налази позната градска катедрала и већина административних зграда. Гигантски лифтови (први у Бразилу), познати као Elevador Lacerda повезују два дијела града још од 1873. године.
Сама обала је исто тако рељефно разноврсна, тако да на веома малом простору постоје пјешчане плаже, морске литице, мочваре мангрове и бројна острва, међу којима и Итапарика, познато излетиште Салвадора.

### Клима
Салвадор има типичну тропску климу, са високим температурама и релативно високом влажношћу током читаве године. Ипак, овакве температуре се лако подносе јер нема температурних варирања, а присутан је и стални повјетарац са океана. Најтоплији мјесец је март са температурама од 24 °C до 30 °C, а најхладнији јул са температурама од 21 °C до 26 °C. За разлику од унутрашњости Баије падавине су обилне, најобилније у мају, а најсушнији мјесец је јануар. Иако Салвадор има тропску климу, тропски циклони и торнада нису позната у овом региону.
- [3]

## Историја
Иако су залив Свих Светих Европљани открили 1502. године, град је основан тек 1549. Основали су га португалски досељеници на челу са Томе де Соусом (Tomé de Souza), првим гувернером Бразила. Салвадор је, због своје географске позиције, убрзо постао главна Бразилска лука и главни град колонијалног Бразила, центар шећерне индустрије и трговине робљем. Град је 1552. године постао сједиште католичког бискупата Бразила, и још увијек има ову улогу. Катедрала, саграђена 1572. године, још увијек стоји у историјском језгру Салвадора. До 1583. године, град је бројао око 1600 становника и убрзо прераста у веће градове Новог свијета, надмашујући све градове у Америкама за вријеме америчке револуције, 1776. године. У својој бурној прошлости, град је био и у Холандским рукама 1624. године, међутим, већ сљедеће године, долази опет у португалске руке. За вријеме борбе за независност, Салвадор је био центар бразилског покрета за независност све до стицања независности 2. јула, 1823. године. Иако је сљедећих 150 година био изван главних индустријских токова у Бразилу, Салвадор је био и остао културни и туристички центар Бразила. Деведесетих година двадесетог вијека, локална власт је рестаурирала историјско језгро града, које је сада под заштитом УНЕСКО-а.

## Становништво
Према процени из 2007. у граду је живело 2.892.625 становника, по чему је ово трећи град у Бразилу по броју становника, иза Сао Паула и Рио де Жанеира, али испред Бело Оризонтеа. Регија око Салвадора има око 3,5 милиона становника. Ово је град са највећим процентом становништва афричког поријекла и други је град по броју становништва афричког поријекла, одмах послије Њујорка.
| 1991.     | 2000.     | 2010.     |
| --------- | --------- | --------- |
| 2.075.273 | 2.443.107 | 2.675.656 |

## Народ

### Култура
Салвадор је културно богат град и познат је као бастион афро-бразилских обичаја. Афричке религије, првенствено јоруба, али и Candomblé, умбанда и Quimbanda се и данас упражњавају међу већином становништва, у већи случајева заједно са католицизмом. Музичке форме, које овдје постоје, су afoxé (духовни утицај ), блокос афрос (друштвени утицај) и најпопуларније аше и самба. Позориште и књижевност Салвадора су такође познати и изван граница Бразила. Локална кухиња, са пуно зачина, базирана на морској храни, најближа је типичној кухињи западне африке и цијењена је у цијелом Бразилу. Капоеира, јединствен облик борилачке вјештине, комбинује плесне покрете са борбом, и изузетно је популарна, нарочито у дијеловима становништва афричког поријекла (85% становништва). Чак је и локални дијалекат португалског језика препун афричких ријечи, и другачије је звучности од португалског какав се чује у Европи.
У граду се налазе многе, изузетно лијепе, колонијалне грађевине, па је његово историјско језгро под заштитом УНЕСКО-а. Величанствене старе куће, прва медицинска школа у Бразилу и најстарија катедрала (из 1572. године), као и преко 350 других цркава, препуне су екстеријерних и ентеријерних љепота и умјетничких дјела чиме је град добио надимак Црни Рим.

## Спорт
Најпопуларнији спорт у Салвадору је фудбал. Два највећа тима у Салвадору су ЕЦ Баија и ЕЦ Виторија. Баија је освајао националну титулу два пута: 
- 1959. године - Куп Бразила (прије 1971. године куп је био еквивалент шампионату, пошто су се лиге играле по државама, а побједници лига су играли куп)
- 1988. године - Шампион бразилске лиге.

Виторија никада није освојила ни једну националну титулу, а најбољи им је пласман био 1993. године, када су били вицешампиони.

## Познати људи
- Жилберто Жил - музичар, добитник гремија
- Жорже Амадо - писац
- Доривал Кајими - музичар
- Жозе Роберто Гама де Оливеира, познатији као Бебето - фудбалер
- Адријана Лима - манекенка

## Партнерски градови
- Фиренца
- Ангра до Ероизмо
- Кајена
- Каскаис
- Лисабон
- Лос Анђелес
- Филаделфија
- Валпараисо
- Натал
- Maracay